# 內拉
内拉（波蘭語：Nela，2005年—），網名小记者内拉（波蘭語：Nela mała reporterka），波蘭社會活動家，環保主義者，出版有多部游记。